# Resolució 141 del Consell de Seguretat de les Nacions Unides
La Resolució 141 del Consell de Seguretat de les Nacions Unides va ser aprovada per unanimitat el 5 de juliol de 1960. Després d'examinar la sol·licitud de la República de Somàlia per a ser membre de les Nacions Unides, el Consell va recomanar a l'Assemblea general que la República de Somàlia fos admesa.